# Villa Borri Manzoli
Villa Borri Manzoli è una villa storica situata a Corbetta (Milano).

## Storia
La nobile famiglia Borri assunse, sin dalla seconda metà del Duecento, un ruolo di primo piano tra i possidenti gentilizi di Corbetta, vantando personalità di spicco come Bonacossa Borri, moglie di Matteo I Visconti. Già a partire dalla seconda metà del Duecento, i Borri acquisirono grandi proprietà divenendo anche tra le figure amministrative più di spicco tra gli amministratori del santuario locale.
L'ultima discendente della nobile famiglia dei Borri, Alda, sposò il 4 novembre 1810 il nobile Giovanni Manzoli, ufficiale napoleonico originario di Genova, portandogli in dote la villa ed i terreni agricoli circostanti.
La villa è ancora oggi di proprietà dei discendenti della coppia.

## Struttura
I Borri fecero costruire la loro villa durante il XVII secolo, per poi completarla ed ampliarla nel corso del Settecento e dell'Ottocento, motivo per cui essa presenta ad oggi due stili architettonici ed artistici differenti.
La facciata principale, verso piazza del Popolo è in mattoni a vista illeggiadrita da archi in pietra bianca che contornano un doppio porticato centrale, mentre quella rivolta verso il parco è invece di gusto neoclassico, più sobria ed ornata da un piccolo pronao retto da due colonne che protegge l'ingresso al giardino, ma non può essere considerata secondaria perché in fondo ad esso vi era un cancello usufruito dalla famiglia quando, attraverso il Naviglio Grande, raggiungevano la villa per le villeggiature estive.
L'interno del palazzo presenta saloni di gusto neoclassico, con volte, affreschi, bassorilievi e stucchi. Sotto il portico si trova un medaglione decorativo in marmo raffigurante Filippo Maria Visconti, copia del profilo originale realizzato per il duca di Milano da Pisanello.
Il parco, molto vasto, conserva tracce di un giardino che secondo lo studioso Langé si situa come compromesso tra lo stile italiano e quello inglese, con sentieri assiali e prospettive che lasciano intravedere forme più libere di tipo paesaggistico. Esso è attraversato dal fontanile Madonna e conserva due esemplari di alberi, un Cedro del Libano e una Farnia che sfiorano i due secoli di vita.
Sulla sinistra si estende ancora oggi la cinquecentesca "Corte Sant'Antonio" (un tempo dipendenza per l'alloggio dei contadini dipendenti della villa) e una costruzione bassa edificata nella seconda metà del XIX secolo quando i Manzoli decisero di costruire un filatoio che poi venne dato in gestione a terzi. Parte di questi locali venne occupata durante la seconda guerra mondiale dalle truppe tedesche, il che portò ad un progressivo degrado del fabbricato.